# Casa-fàbrica Clavell
La casa-fàbrica Clavell era un edifici situat als carrers de les Carretes, Lleialtat i Reina Amàlia del Raval de Barcelona, actualment desaparegut.

## Història
El 1833, l'hisendat Feliu Iglesias i Alemany va establir una porció de terreny al pilot d'altura i comerciant Jaume Clavell i Samanté amb la imposició d'un cens de 300 lliures barcelonines anuals i d'una entrada de 4.374, així com l'obligació d'invertir-hi un mínim de 10.000 en el termini de 2 anys. La construcció fou encarregada al mestre paleta Jacint Torner, que també en traçà els plànols. Segons la documentació gràfica que acompanyava la sol·licitud, l'edifici constava de planta baixa i tres pisos, amb 16 metres de façana al carrer de les Carretes, 53 al de Lleialtat, i 77 al de la Reina Amàlia. Al mateix temps, Torner s'encarregà de la casa de Feliu Iglesias al carrer de les Carretes, 48. Uns mesos després, en plena construcció, Clavell manifestava a l'Ajuntament que en aquell moment li convenia deixar obertes les finestres del carrer de les Carretes i tapiades les altres, i demanava permís per poder anar-les obrint quan li convingués.

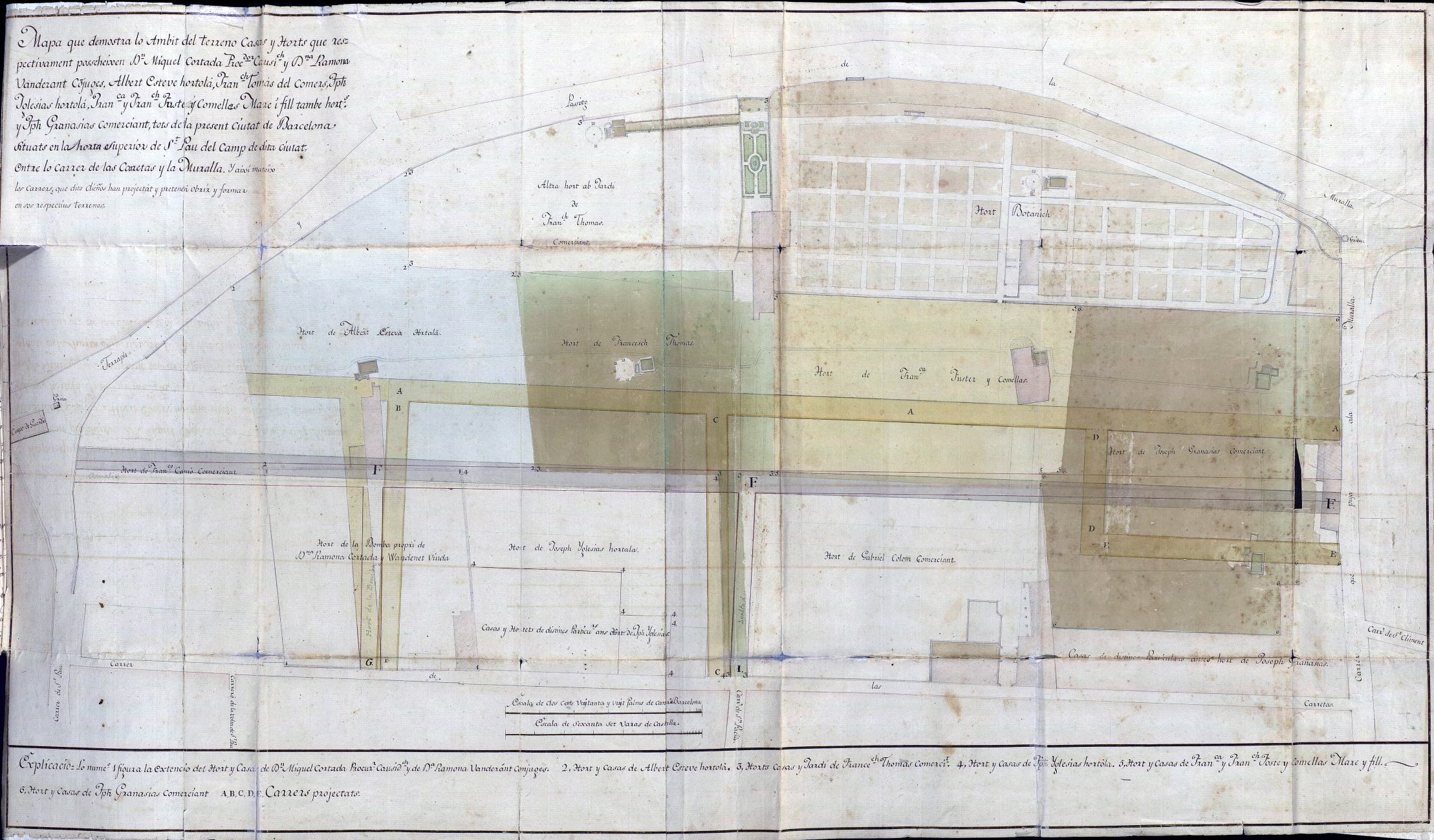
Projecte d'obertura dels carrers de la Reina Amàlia, Hort de la Bomba i Lleialtat (1807)

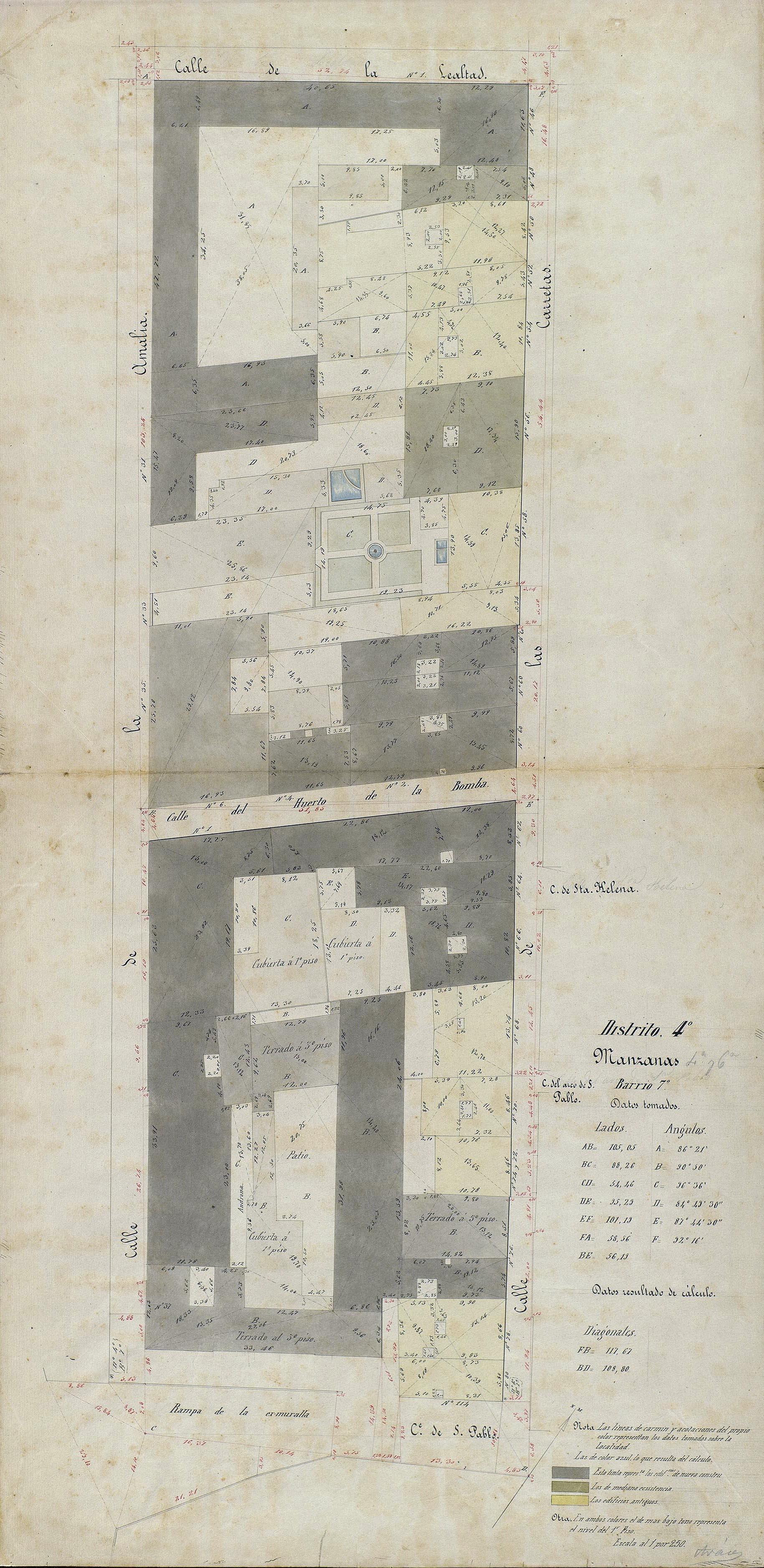
Quarteró núm. 105 de Garriga i Roca (c. 1860)

El 1842, la raó social Ramon Nogués i Cia figurava com a fàbrica de filats i teixits de cotó i mescla al carrer de les Carretes, 25 (46 modern). El 1858, va adquirir una màquina de vapor de 3 CV a la Maquinista Terrestre i Marítima, i el 1860 es va presentar a l'Exposició Industrial celebrada a Barcelona amb motiu de la visita de la reina Isabel II d'Espanya: «255. NOGUÉS Y Cª, D. RAMON: Barcelona, calle de Carretas, núm. 46. Expusieron los géneros conocidos en el comercio como nortes ó chaconadas. En cuanto es posible juzgar por la apariencia, estos tejidos estaban fabricados con los hilos de los números más altos, que generalmente elaboran las hilaturas del país. Sabemos que esta fábrica ha llegado a emplearlos de los números 40 y 50. En su ramo, dicha sociedad presenta al consumo variedad de gustos y disposiciones, siendo apreciado su genero por su buena calidad y por la brillantez de sus colores. El ancho de estas telas es de 63 centímetros, y su precio, arreglado al término general, varía según los dibujos.»
El 1861 i 1864, Nogués va adquirir sengles màquines de vapor de 8 i 20 CV, respectivament, i el 1863, la fàbrica s'anunciava com a: «Carretas, 46. Fábrica de tejidos de algodón, lino y lana. Casimires para chalecos. Nortes ó jaconás. Telas para paraguas. Pañuelos satinados, tártaros, yerbas, etc. Espediciones á todas partes. D. Ramón Nogués y comp.»
Jaume Clavell va morir el 20 d'octubre de 1864, deixant com a hereva la seva fillola Àngela Turoret i Robledo, resident a L'Havana. Aquesta arrendà l'edifici als fabricants Albert i Gabriel Llanas, sota la raó social Fills de Joan Llanas, que el 1867 va demanar permís per a fer-hi reformes, segons el projecte del mestre d'obres Pau Martorell. Posteriorment, hi havia la fàbrica de filats i torçats de cotó de Teodor Santaló, i a finals del segle xix, la de torçats de cotó de Casimir Simó.
El 1927, Francesc Salazar i Pomar, propietari de la serradora establerta al carrer de la Reina Amàlia, 33 va demanar permís per a reformar i enderrocar una part de la fàbrica per a ampliar el seu propi negoci (vegeu piscines Folch i Torres).